# جان موزر
جان موزر (بالبرتغالية: Jean Diego Mosere‏) (23 يونيو 1993 في سانتا كاتارينا في البرازيل – )؛ هو لاعب كرة قدم سابق كان يلعب كمهاجم.

## وصلات خارجية
- جان موزر على موقع رابطة كرة القدم اليابانية للمحترفين (اليابانية)
- جان موزر على موقع قاعدة بيانات كرة القدم.إي يو (الإنجليزية)
- جان موزر على موقع Soccerway.com (الإنجليزية)
- جان موزر على موقع عالم كرة القدم.نت (الإنجليزية)